# Eviota rubriguttata
Eviota rubriguttata är en fiskart som beskrevs av Greenfield och Suzuki 2011. Eviota rubriguttata ingår i släktet Eviota och familjen smörbultsfiskar. Inga underarter finns listade i Catalogue of Life.